# Кловський провулок
Кло́вський прову́лок — зниклий провулок, що існував у Печерському районі міста Києва, місцевість Печерськ. Пролягав від Кловської вулиці до Різницького провулку. 

## Історія
Провулок виник на початку XIX століття під такою ж назвою.
Ліквідований 1977 року і зв'язку з частковим знесенням старої забудови та переплануванням. 